# Никольский, Николай Михайлович
Никола́й Миха́йлович Нико́льский (1 ноября [13 ноября] 1877, Москва — 19 ноября 1959, Минск) — русский советский историк, библеист, востоковед, сын М. В. Никольского (также востоковеда). Выпускник Московского университета (1900). Некоторое время преподавал в народном университете в Нижнем Новгороде. Академик АН БССР (1931), член-корреспондент АН СССР (с 04.12.1946, по отделению истории и философии); автор работ по истории религии, истории Древнего Востока. Филолог, специалист по семитским языкам и клинописи.
Во время оккупации Белоруссии нацистскими войсками в годы Великой Отечественной войны академик Н. М. Никольский находился в партизанском отряде.
Был награждён двумя орденами Ленина, орденом Трудового Красного Знамени.

## Биография
Родился в 1877 году в Москве, в семье крупного учёного-востоковеда Михаила Васильевича Никольского (1848—1917), положившего начало ассириологии в России. Окончив в 1900 году историко-филологический факультет Московского университета, преподавал историю в гимназии, успешно сочетая учительскую работу, которой он отдал 19 лет, с научно-исследовательской.
В студенческие годы заинтересовался марксистско-ленинской теорией, приобщение к которой он считал переломным этапом в своей жизни и деятельности. «Марксистско-ленинскому учению, — писал он впоследствии, обращаясь к студентам-историкам, — я обязан всеми научными удачами и успехами». В годы первой русской революции молодой учитель сразу и безоговорочно принял сторону большевиков: участвовал в работе лекторской группы Московского комитета РСДРП, активно сотрудничал в большевистской печати, предоставил свою квартиру для заседаний МК РСДРП. После Великой Октябрьской социалистической революции Никольский с головой окунулся в водоворот научно-исследовательской, преподавательской и организаторской деятельности. Преподавал в Социалистической академии общественных наук в Москве. В 1918 Никольский был одним из организаторов и профессоров Смоленского государственного университета, ректором которого проработал с 1919 по 1921 год.
Переехав в 1921 году в Минск, Никольский стал профессором Белорусского государственного университета, затем деканом педагогического факультета, а с 1929 года начал работать в системе АН БССР. Членом этой академии его избрали в 1931 году. С января 1937 года возглавлял Институт истории Академии наук Белорусской ССР. В 1938 году ему было присвоено почётное звание заслуженного деятеля науки БССР.
В годы Великой Отечественной войны Никольский, не успевший эвакуироваться из Минска, отказался сотрудничать с гитлеровцами, за что вместе с семьей подвергался всевозможным притеснениям. Белорусские подпольщики отряда М. Ф. Молокович по указанию подпольных партийных организаций вывезли Никольского и его семью в партизанскую зону, а затем переправили в Москву. Все это время учёный занимался напряжённой научно-исследовательской деятельностью, итогом которой явились две книги: «Частное землевладение и землепользование в древнем Двуречье» и «Этюды по истории финикийских общинных и земледельческих культов». На титульном листе одной из рукописей написано: «Начато собирание материалов 12.IX.1941 г., начато писание текста 16.11.1942 г.; закончена 18.III.1943 г., в оккупированном Минске, в честь Советской Родины. Окончательно отредактирована и переписана к 14.XII.1943 г. в партизанских отрядах Белоруссии».
В 1946 году избран членом-корреспондентом Академии наук СССР. В 1947 году избран депутатом Верховного Совета Белорусской ССР.
Умер в 1959 году, оставив огромное научно-педагогическое наследие и множество учеников — продолжателей его дела.

## Научная и просветительская деятельность
Из того, что в годы Первой русской революции 1905—1907 гг. Никольский читал лекции под эгидой лекторской группы при Московском комитете РСДРП, некоторые биографы делают вывод, что после Великой Октябрьской социалистической революции

взгляды Никольского, в значительной мере соответствовавшие идеологии победившей партии, часто получали официальную поддержку, что облегчило его научную карьеру в годы коммунистической диктатуры.— Электронная еврейская энциклопедия
Однако «совпадение научных взглядов» было далеко не полным, а вместо поддержки Н. М. Никольский нередко испытывал давление более именитых коллег с целью заставить его сойти со своих не вполне марксистских, на их взгляд, позиций. За словами того же источника

Он, однако, по-прежнему подчеркивал резкое отличие социальных форм древневосточного общества от общества античного. В противоположность мнению большинства советских историков, Никольский рассматривал все государства Древнего Востока, в том числе Израильское и Иудейское царства, как формы восточной деспотии, опирающейся на чрезвычайную устойчивость сельской общины. Эти социальные формы он считал не рабовладельческими, а феодальными (позднее полупатриархальными и полуфеодальными).— там же
скрывается серьёзное идейное противоречие между общепринятой в научном коммунизме концепцией смены общественных формаций и личными взглядами Н. М. Никольского. В первой дискуссии об азиатском способе производства (1925—1931) позиции, которых придерживался Н. М. Никольский, были признаны ошибочными, и, как этот факт часто комментируется, «азиатчики были разгромлены». Тем не менее, несмотря на «разгром», Н. М. Никольский никаким репрессиям не подвергался; более того, его труды в СССР продолжали публиковать и переиздавать без изъятий, хотя и с редакторскими комментариями относительно «ошибочности» тех или иных авторских формулировок.
Н. М. Никольский — автор почти всех статей о Библии и иудаизме в Энциклопедическом словаре «Гранат» и многих статей на аналогичные темы в 1-м издании Большой советской энциклопедии.

## Н. М. Никольский как библеист
«Н. М. Никольский был первым историком религии, познакомившим широкие круги русских читателей с достижениями библейской критики. Являлся убеждённым сторонником школы Юлиуса Велльгаузена (перевёл его „Введение в историю Израиля“, выводы которого он расширил и дополнил)». Далее «Электронная еврейская энциклопедия» утверждает, что
в условиях «духовной цензуры» в (царской?) России Никольский был лишён возможности вести научную и преподавательскую работу в университетах; его деятельность протекала в рамках различных общественных организаций,
однако добавляет, что 
он был также преподавателем Нижегородского народного университета.
А. В. Мень в «Библиологическом словаре» отмечает, что первоначально Н. М. Никольский был близок к идеям религиозно-исторической школы. К этому этапу отнесена вышедшая в начале XX века серия книг «Религия в свете научной мысли и свободной критики», редактором которой был сам Н. М. Никольский. Серия книг включала переводы работ крупнейших либеральных теологов; сам Никольский опубликовал в этой серии книгу «Царь Давид и псалмы» (СПб., 1908). В этом сочинении Никольский отнёс к т. н. допленному периоду лишь 10 псалмов, датировав прочие периодом плена и периодом Второго Храма. За работой о псалмах последовал популярный труд «Древний Израиль» (1911, 2-е испр. и доп. изд. 1922), «написанный живо и ярко, с позиций светской историографии». Примыкающая к нему книга «Иисус и первые христианские общины» была издана уже после революции (1918). В ней Никольский выступил с критикой т. н. мифологической теории; в частности — против попыток отождествить евангельский рассказ о Страстях с языческими мифами об умирающих богах:
«Осирис, Адонис, Аттис, Таммуз гибнут от враждебных богов или от враждебных стихий; там нет ничего человеческого, естественного, похожего на историческую действительность. Иисус погибает в неравной борьбе с правящими иудейскими сферами… Тут нет ничего несообразного, напротив, всё чрезвычайно стройно укладывается в рамки тогдашней бурной иудейской жизни»
Евангелия Никольский датировал между 70 и 90 гг. н. э. Из посланий только восемь считал принадлежащими ап. Павлу. Эсхатологии первых христиан посвящён его очерк «Мировой и социальный переворот по воззрениям раннего христианства» (М., 1922). Тематика работ, опубликованных в 1920-е гг.: о херувимах, о проблеме монархомахии (цареборчества) в Ветхом Завете, о талмудических свидетельствах, касающихся Христа. «Библиологический словарь» отмечает в работах Никольского с начала 1930-х гг. «усиление тенденции к гиперкритицизму», которую авторы усматривает в том, что Никольский отрицал, на основании Ветхого Завета, наличие у иудеев подлинного монотеизма в допленный период.

## Труды

### Монографии и отдельные издания
- Никольский Н. М. Царь Давид и псалмы —Типография Ю. Н. Эрлих, СПб. — 1908 — 82 с.
- Никольский Н. М. Спор исторической критики с астрономией — Типо-литография Русского Товарищества печатнаго и издательскаго дела, М. — 1908 — 32 с.
- Древний Вавилон. Популярно-научные очерки по истории культуры Сумера, Вавилона и Ассура. М., Миръ. 1913. 434 стр.
- Никольский Н. М. Древний Израиль: популярные очерки по истории евреев в научном освещении — Издание т-ва «Мир», М. — 1911—324 с; 2 изд., испр. и доп. М.: 1922
- Никольский Н. М. Иисус и первые христианские общины — М. — 1918—116 с.
- Никольский Н. М. Религия как предмет науки — Белтрестпечать, Мн. — 1923 — 48 с.
- Происхождение еврейского и христианского культа. Гомель, 1926
- Никольский Н. М. Дохристианские верования и культы днепровских славян — Атеист, М. — 1929 — 36 с.
- История русской церкви, 3 изд., М.-Л., 1931
- Никольский Н. М. Еврейские и христианские праздники, их происхождение и история. — Атеист, М. — 1931—133 с.
- Политеизм и монотеизм в еврейской религии (на белорусском языке), Минск, 1931; (рус. вариант в кн.: Никольский Н. М., Избранные произведения по истории религии, М., 1974)
- Никольский Н. М. Частное землевладение и землепользование в древнем Двуречье. (К истории вавилонско-ассирийского общества в 3-1 тыс. до н. э.). Мн., АН БССР. 1948. 160 стр. 3000 экз.
- Происхождение и история белорусской свадебной обрядности / Никольский, Н. М. — Минск : Издательство академии наук БССР, 1956. — 275 с.
- Никольский Н. М. Культура древней Вавилонии Мн., Изд-во АН БССР. 1959. 183 стр. 2000 экз. 2-е изд. М., ГПИБ России. 2000.
- Никольский Н. М. Избранные произведения по истории религии / Сост., авт. предисл. и примеч. канд. ист. наук В. Ф. Миловидов; Акад. обществ. наук при ЦК КПСС. Ин-т науч. атеизма. — М.: Мысль, 1974. — 272 с. — (Научно-атеистическая библиотека). — 42 000 экз.

### Статьи
- Иудея при Маккавеях и Хасмонеях (в сб. «Помощь евреям, пострадавшим от неурожая»), СПб., 1901; отд. изд. Т.-А.:1975.
- Раннее христианство. «Критическое обозрение», СПб., 1908, кн. 3 (8)
- Вавилон и Библия. «Критическое обозрение», СПб., 1909, кн. 8
- Никольский Н. М. Израиль и Вавилон // Вестник Европы. — 1910. — Май. — С. 157—177.
- Никольский Н. М. Израиль и Вавилон (Окончание) // Вестник Европы. — 1910. — Июнь. — С. 82—113.
- Очерк разработки истории древнего Израиля в XIX веке. — в кн.: История еврейского народа, т. 1, М., 1917
- Феодальные отношения в Древнем Израиле. // Труды БГУ, кн. 1, 1922, Минск
- Керубы по данным Библии и восточной археологии. // Труды БГУ, Минск, 1922, № 2—3
- Никольский Н. М. Иудейские монархомахи VII века (Борьба с царской властью в древней Иудее) // «Новый Восток», № 5, 1924 — С. 283—294.
- Никольский Н. М. Талмудическая традиция об Иисусе // Працы Беларускага Дзяржаўнага Універсітэту, № 5-6. — 1925. — С. 138—161.
- Никольский Н. М. Следы магической литературы в книге псалмов // Працы Беларускага Дзяржаўнага Універсітэту, № 12. — 1926. — С. 64—81.
- Никольский Н. М. Хеттские законы и их влияние на законодательство Пятикнижия // «Еврейская старина» — Т. XII, Л., — 1928 — С. 213—238.
- Новейшие археологические открытия в Палестине. // «Еврейский вестник», Л., 1928
- Апокалиптическая литература. — «Литературная энциклопедия». М., 1929, т. 1
- Происхождение юбилейного года. // Известия АН СССР, отд. обществ. наук. — М., 1931
- Никольский Н. М. К вопросу о рабстве на древнем Востоке // Проблемы истории докапиталистических обществ., 1934. — № 7—8. — С. 207—210.
- Никольский Н. М. Некоторые основные проблемы общей и религиозной истории Израиля и Иуды // Ранович А. Б. Очерк истории древнееврейской религии. — М.: ОГИЗ — 1937 — С. III—LXXXIV.
- Никольский Н. М. Проблемы критики Библии в советской науке // ВДИ, 1938 — № 1 — С. 30—44.
- Никольский Н. М. Проблемы древней истории Белоруссии // ВДИ, 1938 — № 1 — С. 164—175.
- Никольский Н. М. О построении истории древнего Востока // ВДИ, 1938 — № 3— С. 314—332.
- Никольский Н. М. Община в Древнем Двуречье // ВДИ, 1938 — № 4 — С. 72—98.
- Кризис «критической» библеистики и задачи марксистской исторической науки. // Учёные записки БГУ, 1939, вып. 1. — Минск, 1939.
- Никольский Н. М. К вопросу о ренте-налоге в древнем Двуречье (к вопросу о форме эксплоатации труда на Востоке) // ВДИ, 1939 — № 2 — С. 68—76.
- Никольский Н. М. Рабство в древнем Двуречье // ВДИ, 1941— № 1 — С. 45—63.
- Никольский Н. М. Значение открытий в Рас-Шамра для истории древнего Востока // Исторический журнал — 1944 — № 7—8 — С. 63—75.
- Никольский Н. М. Частное землевладение и землепользование в древнем Двуречье // Исторический журнал — 1945 — № 1—2 — С. 36—48.
- Никольский Н. М. Финикийские общинно-земледельческие культы по тексту Рас-Шамра // ВДИ, 1946 — № 1 — С. 35—59.
- Никольский Н. М. Финикийская жатвенная мифология и обрядность // ВДИ, 1946 — № 2 — С. 21—30.
- Никольский Н. М. Праблема фінікійскага эпаса аб Алейон-Ваале // Вучоныя запіскі БДУ. Вып. 6. Серыя гістарычная. — Мінск, 1948. — С. 24—40.
- Никольский Н. М. Изучение проблем всеобщей истории // Наука в БССР за 30 лет. — Минск, 1949. — С. 472—482.
- Никольский Н. М. Значение проблемы общинного быта в Ассирии для изучения социально-экономической истории народов древнего Востока // Ученые записки БГУ. Выпуск 16. Серия историческая. — Мн.:Главное учебно-педагогическое издательство БССР, 1953. — С. 379—394.